# Vuelo 301 de Lao Airlines
El vuelo 301 de Lao Airlines fue un vuelo de cabotaje de pasajeros programados desde Vientián a Pakse, Laos. El 16 de octubre de 2013, el avión ATR 72 que operó el vuelo se estrelló en el río Mekong en Pakse, matando a las 49 personas a bordo.

## Aeronave
El avión en cuestión era un ATR 72-600, registro RDPL-34233, número de serie 1071. La aeronave había sido entregada a Lao Airlines el 29 de marzo de 2013.

## Accidente

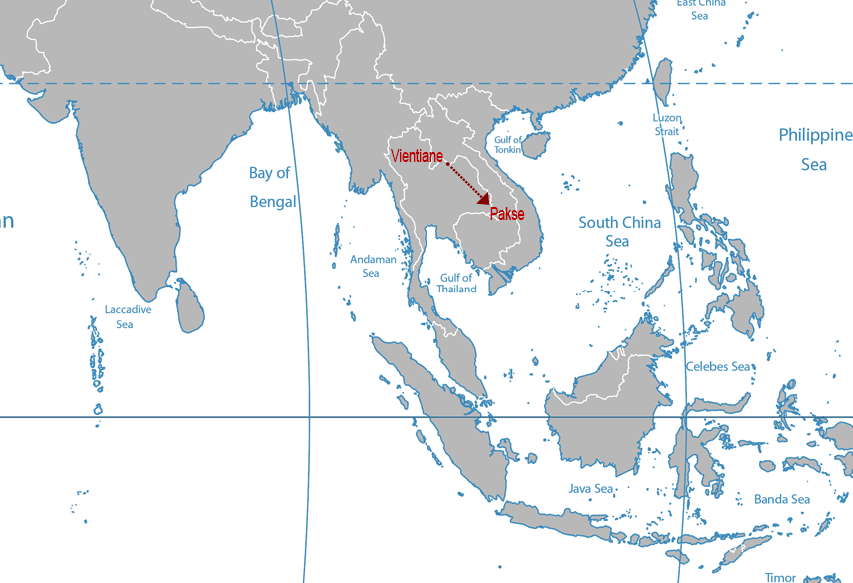
La ruta del vuelo 301, 465 km en línea recta.

El avión estaba operando un vuelo regular de pasajeros nacionales del aeropuerto internacional de Wattay, Vientián, al Aeropuerto Internacional de Pakse, Laos. El vuelo partió de Vientián a las 14:45 hora local (07:45 UTC), y se estrelló en el río Mekong, mientras se acercaba a Pakse a las 16:00 hora local (09:00 GMT). Había cinco tripulantes y 44 pasajeros a bordo. Las 49 personas murieron. Se informó que el tiempo era poco favorable debido a los remanentes del tifón Nari.
Las víctimas eran de once nacionalidades diferentes. Siete de las víctimas eran de nacionalidad francesa, cinco eran de Tailandia, cinco eran de Australia, tres eran de Corea del Sur, dos eran vietnamitas, uno era chino, uno era de Taiwán, uno era un estadounidense y uno canadiense. El resto de las víctimas eran de Laos.
Según el informe oficial de la investigación, publicado el 28 de noviembre de 2014, la causa probable del accidente fue que la tripulación de vuelo no ejecutó correctamente el procedimiento de aproximación frustrada publicada, que provocó que la aeronave volara al terreno. Un cambio repentino de las condiciones climáticas y una aproximación por instrumentos publicado incorrectamente ejecutada al intentar aterrizar.
El accidente fue el más mortífero producido en territorio laosiano y también el más mortífero de la aerolínea desde su fundación en 1976. Fue el primer accidente mortal de un Lao Airlines desde el 19 de octubre de 2000.